# Taheitia alata
Taheitia alata es una especie de molusco gasterópodo de la familia Truncatellidae en el orden de los Mesogastropoda.

## Distribución geográfica
Es endémica de Guam.  